# Szent Bertalanról nevezett Boldog Anna
Szent Bertalanról elnevezett Boldog Anna (Almendral, 1549. október 1. – Antwerpen, 1626. június 7.) boldoggá avatott karmelita laikus, később kórusnővér, Ávilai Szent Teréz kortársa és segítője.

## Fiatalkora
Anna Garcia-Mançanas Ávila mellett született, Almendralban, 1549-ben. Szüleit korán elveszítette, s nagyobb testvérei gondozása alatt nőtt fel, akik az állatok legeltetését bízták rá. Eleinte ezt a megbízatást nem szerette, de később rájött, hogy ez idő alatt is Istennel tud beszélgetni. Felnőtté érése után testvérei férjhez akarták adni, ami ellen élénken tiltakozott. Elbeszélése alapján álmában mutatta meg neki Isten, hogy merre kell mennie, s amikor ezt a falujában szolgáló papnak elbeszélte ő elküldte az új avilai Szent József-kolostorba, amely az első karmelita kolostor volt Jézusról nevezett Teréz (ismertebb nevén: Ávilai Szent Teréz) reformja óta. A szerzetesi ruhát 21 éves korában 1570-ben öltötte magára. Fogadalmát 1572. augusztus 15-én tette le. Mivel írni nem tanult meg, az esküokmányt egy kereszttel hitelesítette.

## A kolostorban

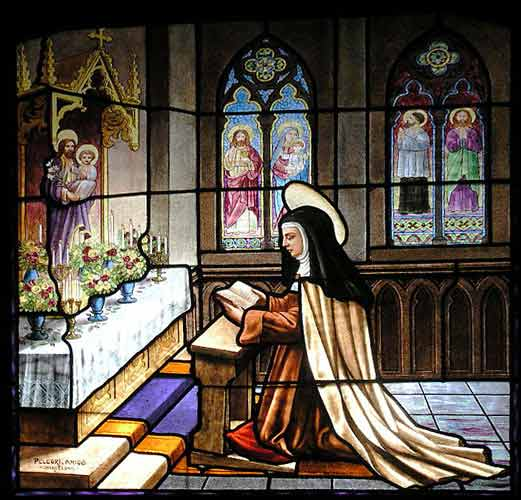
Ávilai Szent Teréz

A kolostorban Avilai Szent Teréz mellett élt, s mint laikus nővér elsősorban a ház körüli tevékenységeket végezte. Különösen betegápolónak vált be, hiszen Szent Teréz ebben az időben sokat betegeskedett. 1577-ben Teréz balesetben eltörte a kezét, amit rosszul kezeltek, emiatt állandó fájdalmai voltak, valamint folyamatosan segítségre szorult. Ekkoriban Avilai Teréz kézírását utánozva megtanult írni, úgyhogy titkárnőjeként is szolgálatára állhatott. Mindenekelőtt azonban, amikor 1579 tavaszán a Teréz reformművét csaknem teljesen megsemmisítő üldözés nehéz vihara végre alábbhagyott, utolsó utazásainak elválaszthatatlan útitársa lett. Szent Teréz így ír róla: „Öt nővér kísért és egy munkatársam, aki egy idő óta rendszeresen velem volt. Laikus nővér ugyan, de Isten nagy szolgálója, és olyan értelmes, hogy sokkal jobban a segítségemre tud lenni, mint némelyik kórusnővér.” Anna Avilai Teréz haláláig marad mellette, aki halála után nem sokkal álmában megjelent neki, dicsfénnyel övezve.

## Ávilai Szent Teréz halála után
Már a Teréz halála utáni első két évtizedben, amelyet Anna még Spanyolországban töltött, a terézi hagyomány mentsvárának tekintették. Később öt nővérrel együtt, 1604. október 15-én Párizsba érkezett. Itt laikus nővérből kórusnővérré léptették elő. 1605-től a Pontoisei kolostor priosszája, majd 1608-tól a toursi kolostort vezeti. 1611-ben Antwerpenbe költözik, ahol új kolostort alapít, amelynek híre hamar elterjed, mivel kortársai szerint Isten a tanács, a csodatevés, a prófécia adományaival látta el őt. Ebben az időben a protestáns Móric orániai herceg két alkalommal is megpróbálja éjszaka rajtaütéssel megtámadni a katolikus Antwerpent, amikor is Anna intést kap Istentől, hogy keltse fel apácáit és imádkozzanak. Az imára hívó harang felébresztette az őrséget, így a rajtaütés nem volt sikeres. Ekkor kapja Anna a várostól az „Antwerpen őrzője és megszabadítója” címet.

## Halála és tisztelete
1626. június 7-én halt meg Antwerpenben. Tisztelete a renden belül, illetve a mai Hollandiában és Belgiumban hamar elterjedt. Az első világháború alatt, Belgium szenvedéseit látva, XV. Benedek pápa 1917. május 6-án boldoggá avatta. Diós István: A szentek élete c. könyvében azt írja, hogy II. János Pál pápa 1982-ben avatta szentté, de erről egyetlen karmelita oldal se emlékszik meg.

## Fordítás
- Ez a szócikk részben vagy egészben  az   Anna di San Bartolomeo című olasz Wikipédia-szócikk fordításán alapul.  Az eredeti cikk szerkesztőit annak laptörténete sorolja fel. Ez a jelzés csupán a megfogalmazás eredetét és a szerzői jogokat jelzi, nem szolgál a cikkben szereplő információk forrásmegjelöléseként.